# Елефантински папируси
Елефантински папируси - назив службених докумената и пословних писама, као и приватне преписке Јеврејина којег је послао краљ Манасија у помоћ фараону Псаметику и стационираних ван Нубије, на острву Елефантина. Већина докумената је на арамејском језику.
Архива Елефантинског гарнизона сачувана је због сушне климе Доњег Египта. Документи обухватају период од 495. до 399. п. н. е. Открили су их немачки истраживачи крајем 19. века и објављивали у периоду од 1906. до 1953. године. Посебно је интересантно писмо из 419. п. н. е., који садржи рецепте за прославу Пасхе.
Најзанимљивији материјал Елефантинских папируса тиче се постојања посебног Храма у Елефантини, у којем су локални Јевреји одали почаст не само Јахвеу, већ и другим боговима, укључујући и хананског Аната. Овај храм су касније уништили Египћани. Многе прекоре пророка Јеремије египатским Јеврејима треба повезати са политеизмом који се потврђује овим списима (44:7 и даље) 